# Joseph Henri Marie de Prémare
Joseph-Henri Marie de Prémare, né le 17 juillet 1666 à Cherbourg (France) et décédé le 7 septembre 1736 à Macao (Chine), est un prêtre jésuite français qui fut missionnaire en Chine, et sinologue. 

## Biographie
Il chercha à montrer que la révélation chrétienne est contenue sous une forme figurative dans les textes classiques chinois. En 1724, il est, comme d'autres jésuites, banni par l'empereur Yongzheng et envoyé à Canton, puis à Macao en 1733. 
Il a entretenu une importante correspondance avec l'Europe, rédigeant notamment la première description systématique de la langue chinoise à destination des Européens. Il a traduit L'Orphelin de la famille Zhao qui a inspiré Voltaire pour sa pièce L'Orphelin de la Chine.

## Œuvres
- Selecta Quaedam Vestigia procipuorum Christianae Relligionis dogmatum, ex antiquis Sinarum libris eruta, Traduit en français et publié sous le titre Vestiges des principaux dogmes chrétiens, tirés des anciens livres chinois, Paris, Bureau des Annales de philosophie chrétienne, 1878[1]
- Lettre sur le monothéisme des chinois, 1728Publiée en 1861 par G Pauthier sous le titre Lettre inédite du P. Prémare sur le monothéisme des chinois, Paris, Benjamin Duprat, 1861[1]
- Notitia Lingua Sinicae, 1720, publié à Malacca en 1831, traduit en anglais en 1847
- Recherches sur les temps antérieurs à ceux dont parle le Chou-king, et sur la mythologie chinoise,Publié dans Guignes, Le Chou-king: un des livres sacrés des Chinois, 1770[2]